# Boumerieme
Boumerieme (en àrab بومريم, Bū-Maryam; en amazic ⴱⵓⵎⵔⵢⵎ) és una comuna rural de la província de Figuig, a la regió de L'Oriental, al Marroc. Segons el cens de 2014 tenia una població total de 8.521 persones.